# Diecéze Mazara del Vallo
Diecéze Mazara del Vallo (latinsky Dioecesis Mazariensis) je římskokatolická diecéze na italské Sicílii, která tvoří součást Církevní oblasti Sicílie. Je sufragánní vůči arcidiecézi palermské.

## Stručná historie
Diecéze Mazara del Vallo byla první diecézí, kterou Normané zřídili na Sicílii, a to  roce 1093, kdy zřizovací dekret vydal Roger I. Sicilský. JIž od počátku byla sufragánní vůči arcidiecézi palermské.